# Internationale Filmfestspiele von Cannes 1973
Die 26. Internationalen Filmfestspiele von Cannes 1973 fanden vom 10. Mai bis zum 25. Mai 1973 statt.

## Wettbewerb
Im Wettbewerb des diesjährigen Festivals wurden folgende Filme gezeigt:
| Filmtitel                                      | Regisseur             | Produktionsland              | Darsteller (Auswahl)                                  |
| Un Amleto di meno                              | Carmelo Bene          | Italien                      |                                                       |
| Anna und die Wölfe                             | Carlos Saura          | Spanien                      | Geraldine Chaplin, Fernando Fernán Gómez              |
| Asphalt-Blüten*                                | Jerry Schatzberg      | USA                          | Gene Hackman, Al Pacino                               |
| Belle                                          | André Delvaux         | Belgien, Frankreich          | Jean-Luc Bideau                                       |
| Botschaft für Lady Franklin*                   | Alan Bridges          | Großbritannien               | Sarah Miles, Robert Shaw                              |
| Die Einladung                                  | Claude Goretta        | Schweiz, Frankreich          | Jean-Luc Bideau, François Simon                       |
| Der Erfolgreiche                               | Lindsay Anderson      | Großbritannien, USA          | Malcolm McDowell, Ralph Richardson, Rachel Roberts    |
| Far West                                       | Jacques Brel          | Frankreich, Belgien          | Jacques Brel                                          |
| Godspell                                       | David Greene          | USA                          | Victor Garber                                         |
| Das große Fressen                              | Marco Ferreri         | Frankreich, Italien          | Marcello Mastroianni, Michel Piccoli, Philippe Noiret |
| Harley Davidson 344                            | James William Guercio | USA                          | Robert Blake                                          |
| Jeremy                                         | Arthur Barron         | USA                          | Robby Benson, Glynnis O’Connor                        |
| Liebe und Anarchie                             | Lina Wertmüller       | Italien                      | Giancarlo Giannini                                    |
| Die Mama und die Hure                          | Jean Eustache         | Frankreich                   | Bernadette Lafont, Jean-Pierre Léaud                  |
| Monolog                                        | Ilja Awerbach         | Sowjetunion                  |                                                       |
| La otra imagen                                 | Antoni Ribas          | Spanien                      | Francisco Rabal                                       |
| Petöfi ’73                                     | Ferenc Kardos         | Ungarn                       |                                                       |
| Der phantastische Planet                       | René Laloux           | Tschechoslowakei, Frankreich | Zeichentrickfilm                                      |
| A Promessa                                     | António de Macedo     | Portugal                     |                                                       |
| Das Sanatorium zur Todesanzeige                | Wojciech Has          | Polen                        | Jan Nowicki                                           |
| Tod eines Holzfällers                          | Gilles Carle          | Kanada                       | Carole Laure                                          |
| Vogliamo i colonnelli                          | Mario Monicelli       | Italien                      | Ugo Tognazzi                                          |
| Die weiße Mafia                                | Luigi Zampa           | Italien                      | Senta Berger                                          |
| Die Wirkung von Gammastrahlen auf Ringelblumen | Paul Newman           | USA                          | Joanne Woodward                                       |

* = Grand Prix

## Internationale Jury
Ingrid Bergman war in diesem Jahr Jurypräsidentin. Sie stand folgender Jury vor: Jean Delannoy, Lawrence Durrell, Rodolfo Echeverria, Boleslaw Michalek, François Nourissier, Leo Pestelli, Sydney Pollack und Robert Rojdestvensky.

## Preisträger
- Grand Prix: Asphalt-Blüten und Botschaft für Lady Franklin
- Großer Preis der Jury: Die Mama und die Hure
- Bester Schauspieler: Giancarlo Giannini
- Beste Schauspielerin: Joanne Woodward
- Sonderpreis der Jury: Die Einladung und Das Sanatorium zur Todesanzeige
- Sonderpreis: Der phantastische Planet

## Weitere Preise
- Bester Debütfilm: Jeremy
- FIPRESCI-Preis: Das große Fressen und Die Mama und die Hure